# Chacoikeontus clavifemur
Chacoikeontus clavifemur is een hooiwagen uit de familie Gonyleptidae.